# Guld og grønne skove (dokumentarfilm)
 For alternative betydninger, se Guld og grønne skove (flertydig). (Se også artikler, som begynder med Guld og grønne skove)
Guld og grønne skove er en dansk dokumentarfilm fra 1990, der er instrueret af Anette Pilmark og efter manuskript af Per Schultz. Filmen er i tre dele.

## Handling
Pigen Francini bor i Costa Rica. Hun skal have en skoleuniform, men forældrene har ikke råd. De prøver så at finde guld i floden, men det må de kun udenfor nationalparken. Den passer blandt andet drengen Carytons far på. Han er skovbetjent og skal se til, at regnskoven ikke ødelægges af tømmerhuggere, jægere og guldgravere. Engang dækkede regnskoven næsten hele landet. I dag er der ikke meget tilbage, og det skal der passes på. Francinis far er ved at komme i fængsel, da han leder efter guld, men datteren hjælper ham og får sin uniform.